# Josep Crivillé i Thomás
Josep Crivillé Thomás (Torre de l'Espanyol, 1819 – Vinebre, 1890) fou un bandoler partidari de la causa liberal en la lluita contra els legitimistes durant la tercera carlinada. Crivillé va ser voluntari carlí durant la Primera Guerra Carlista, de la colla del Groc del Forcall.
Persones riques li donaven suport a canvi de defensar-los d'altres lladres. Quan tenia 15 anys va matar un home en una disputa entre liberals i carlins i va marxar a França, on va robar els diners d'una sala de joc després de matar dos policies. Va ser perseguit per la gendarmeria francesa i un cop retornat perseguit pels mossos d'esquadra i la Guàrdia civil, pres per la justícia.
Fill de Salvador Crivillé, natural d'Ulldemolins i de Josefa Thomás, natural de la Torre de l'Espanyol. Va ser batejat el 2 de febrer de 1819 a la Torre de l'Espanyol i morí el 18 d'abril de 1890 a la seva masia de la Fontjuana terme de Vinebre. Es casà amb Marie Virginie Motà Peralma el 13 de març de 1859 a la notaria Marie de Grand-Combe, del departament de Gard. D'aquest matrimoni nasqué una filla, la Josefine Crivillé Motà.